# العلاقات الآيسلندية الجيبوتية
العلاقات الآيسلندية الجيبوتية هي العلاقات الثنائية التي تجمع بين آيسلندا وجيبوتي.

## مقارنة بين البلدين
هذه مقارنة عامة ومرجعية للدولتين:
| وجه المقارنة                                              | آيسلندا          | جيبوتي                    |
| --------------------------------------------------------- | ---------------- | ------------------------- |
| المساحة (كم2)                                             | 103.00 ألف       | 23.20 ألف                 |
| عدد السكان (نسمة)                                         | 317.35 ألف       | 956.99 ألف                |
| الكثافة السكانية (ن./كم²)                                 | 3.08             | 41.25                     |
| العاصمة                                                   | ريكيافيك         | جيبوتي                    |
| اللغة الرسمية                                             | اللغة الآيسلندية | لغة فرنسية، اللغة العربية |
| العملة                                                    | كرونة آيسلندية   | فرنك جيبوتي               |
| الناتج المحلي الإجمالي (بليون دولار)                      | 23.91 مليار      | 1.84 مليار                |
| الناتج المحلي الإجمالي (تعادل القوة الشرائية) بليون دولار | 15.79 مليار      | 3.10 مليار                |
| الناتج المحلي الإجمالي الاسمي للفرد دولار أمريكي          | 50.17 ألف        | 1.95 ألف                  |
| الناتج المحلي الإجمالي للفرد دولار أمريكي                 | 46.55 ألف        | 3.27 ألف                  |
| مؤشر التنمية البشرية                                      | 0.899            | 0.470                     |
| رمز المكالمات الدولي                                      | +354             | +253                      |
| رمز الإنترنت                                              | .is              | .dj                       |
| المنطقة الزمنية                                           | 00، أوروبا/لندن ‏ | ت ع م+03:00               |

## منظمات دولية مشتركة
يشترك البلدان في عضوية مجموعة من المنظمات الدولية، منها:
| علم المنظمة | اسم المنظمة                        | تاريخ انضمام آيسلندا | تاريخ انضمام جيبوتي |
| ----------- | ---------------------------------- | -------------------- | ------------------- |
|             | وكالة ضمان الاستثمار متعدد الأطراف | 25 سبتمبر 1998       | 12 يناير 2007       |
|             | منظمة الشرطة الجنائية الدولية      | ?                    | ?                   |
|             | منظمة حظر الأسلحة الكيميائية       | ?                    | ?                   |
|             | منظمة التجارة العالمية             | ?                    | ?                   |
|             | البنك الدولي للإنشاء والتعمير      | 27 ديسمبر 1945       | 1 أكتوبر 1980       |
|             | الأمم المتحدة                      | 19 نوفمبر 1946       | 20 سبتمبر 1977      |
|             | مؤسسة التمويل الدولية              | 20 يوليو 1956        | 1 أكتوبر 1980       |
|             | يونسكو                             | 8 يونيو 1964         | 31 أغسطس 1989       |
|             | مؤسسة التنمية الدولية              | 19 مايو 1961         | 1 أكتوبر 1980       |
|             | الاتحاد البريدي العالمي            | ?                    | ?                   |
|             | الاتحاد الدولي للاتصالات           | 1 أكتوبر 1906        | 22 نوفمبر 1977      |

## وصلات خارجية
- موقع وزارة الخارجية الآيسلندية